# Novobužský rajón
Novobužský rajón (ukrajinsky Новобузький район) byl okres v Mykolajivské oblasti na jihu Ukrajiny. Zahrnoval plochu 1 243 km² a jeho správním centrem bylo město Novyj Buh. Během administrativní reformy v roce 2020, která snížila počet okresů Mykolajivské oblasti z 19 na 4, bylo jeho území začleněno do Baštanského okresu.

## Demografie
Podle odhadu z roku 2010 byla jeho celková populace 33 000 obyvatel, v roce 2020 to bylo 29 851.